# Przesłanka szczególna
Przesłanki szczególne – rodzaj przesłanek procesowych. Zalicza się do nich m.in. właściwy tryb postępowania i właściwość sądu.